# Палагоніт

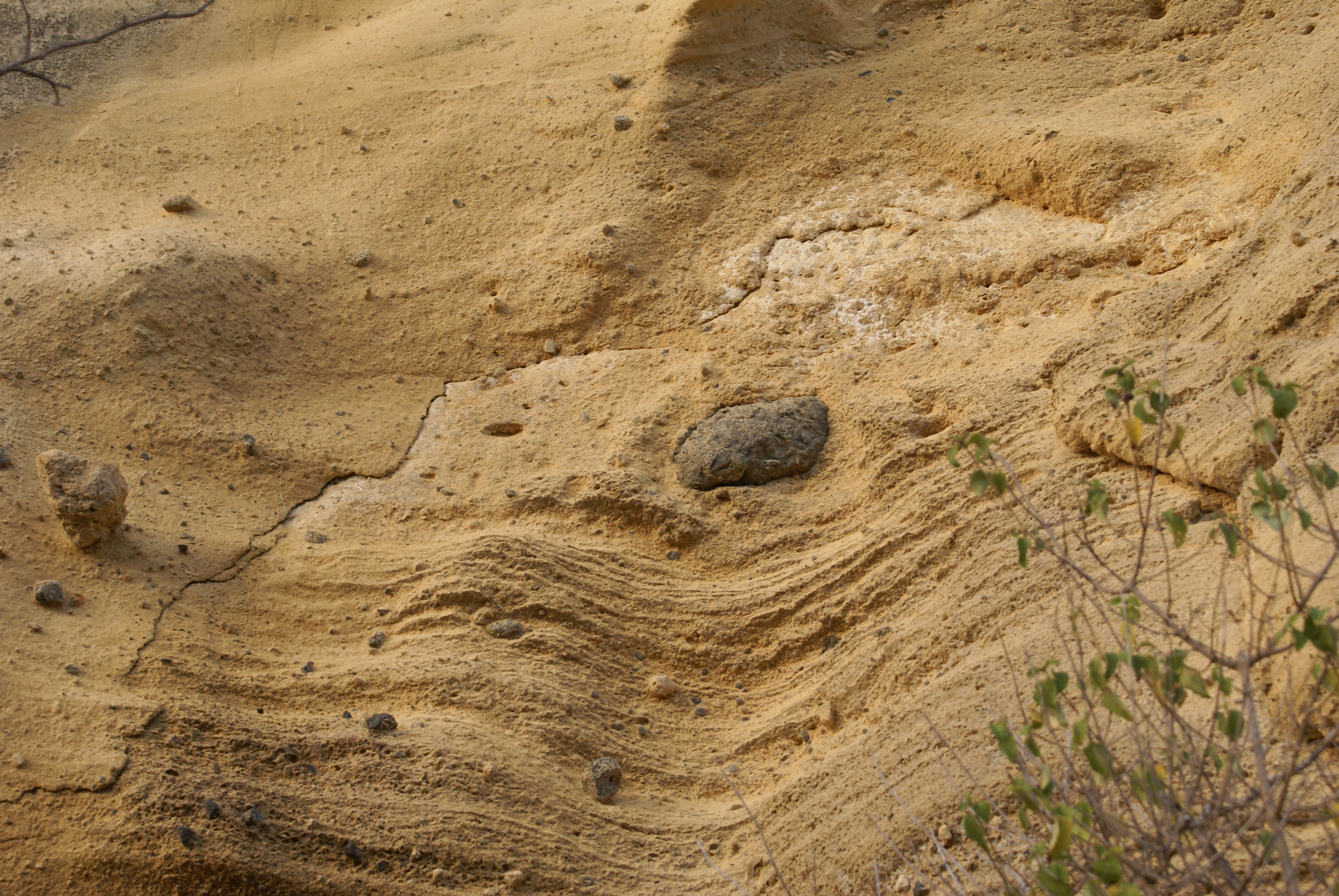
Палагонітові шари на пляжі Мойя, Майотта.

Палагоніт — продукт взаємодії води з вулканічним склом. 

## Загальний опис
Хімічний склад палагоніту подібний до базальту. Палагоніт також може бути результатом взаємодії між водою та базальтовим розплавом. Вода пузириться парою при контакті з гарячою лавою, а дрібні фрагменти лави реагують з парою, утворюючи світлий палагоніт туф, конуси, поширені у районах виверження базальту при контакті з водою. Приклад можна знайти в пірокластичних конусах Галапагоських островів. Палагоніт також може утворюватися повільнішим вивітрюванням лави, в результаті чого на поверхні гірської породи з'являється тонка, жовто-оранжева шкірка. Процес перетворення лави в палагоніт називається палагонітизацією.
Палагонітовий ґрунт — це світло-жовто-помаранчевий пил, що містить суміш частинок розміром до субмікронних розмірів, як правило, змішаних з більшими фрагментами лави. Колір свідчить про наявність заліза, вкладеного в аморфну матрицю.
Палагонітовий туф — це туф, що складається з фрагментів сидеромелану та більш грубих шматочків базальту, вбудований у матрицю палагоніту. Композит сидеромелану як заповнювача у матриці палагоніту називається гіалокластит.

## Інтернет-ресурси
- Volcan Darwin
- J. R. Michalski*, M. D. Kraft, T. G. Sharp, and P. R. Christensen, Palagonite-like Alteration Products on the Earth and Mars I: Spectrocopy (0.4-25 microns) of Weathered Basalta and Silicate Alteration Products Lunar and Planetary Science XXXVI (2005) PDF